# Bulgan-Aimag
Bulgan-Aimag este un aimag, (provincie) în Mongolia